# Carriço
Carriço es una freguesia portuguesa del municipio de Pombal, con 84,83 km² de superficie y 3653 habitantes (2011), distribuidos en nada menos que 45 núcleos de población. Su densidad de población es de 45,6 hab/km².
Constituida en 1960, Carriço es la tercera mayor freguesia del concelho de Pombal, del que se sitúa en su extremo noroccidental, limitando al oeste con el Océano Atlántico y al norte con el municipio de Figueira da Foz. En la zona litoral existen numerosos arenales cubiertos de Carex arenaria, planta ciperácea llamada en portugués carriço, lo que explica el topónimo. Un 60% por ciento del territorio es zona forestal, destacando la Mata Nacional do Urso ("Bosque Nacional del Oso"), que se sitúa en la misma zona del pinar de Leiría, mandado plantar por el rey D. Dinis. En Carriço se encuentra la única playa del concelho de Pombal, conocida como la "playa dorada" de Osso da Baleia ("Hueso de la Ballena").